# Eurovizija.LT (2025)
Unter dem Titel Eurovizija.LT fand zwischen dem 11. Januar und dem 15. Februar 2025 der litauische Vorentscheid für den Eurovision Song Contest 2025 in Basel statt. Es gewann die Band Katarsis mit dem Lied Tavo akys.

## Format

### Konzept
Am 13. August 2024 bestätigte Lietuvos nacionalinis radijas ir televizija (LRT) seine Teilnahme am Eurovision Song Contest 2025. Gleichzeitig gab man bekannt, dass man am Konzept des im Vorjahr neu eingeführten Vorentscheids Eurovizija.LT festhalten werde. Die Sendung wird dabei aus 4 bis 5 Halbfinalen bestehen. Im Unterschied zum Vorjahr sollten die Jurys die Auftritte der Teilnehmer auch in den Halbfinalen kommentieren.

### Beitragswahl
Zwischen dem 13. August und dem 11. November 2024 sollten ursprünglich Beiträge bei LRT eingereicht werden. Pro Künstler kann nur ein Beitrag eingereicht werden, zudem muss der Interpret entweder litauischer Staatsbürger sein oder seinen ständigen Aufenthalt in Litauen haben. Die Teilnehmer sollten bis zum 2. Dezember 2024 ausgewählt sein und dann zu einem späteren Zeitpunkt vorgestellt werden.
Am 11. November wurde bekanntgegeben, dass der Einreichezeitraum bis zum 25. November 2024 verlängert wurde.

### Austragungsort
Als Austragungsort wurde am 2. Dezember 2024 die Žalgirio Arena in Kaunas bekanntgegeben. Die Halbfinale sollten in den LRT Studios in Vilnius stattfinden.

### Jury
Die Jurys bestanden aus folgenden Mitgliedern:
| Jurymitglied                | Jurymitglied                                 | Heat 1 | Heat 2 | Heat 3 | Heat 4 | Heat 5 | Finale |
| --------------------------- | -------------------------------------------- | ------ | ------ | ------ | ------ | ------ | ------ |
| Ramūnas Zilnys              | Radiomoderator                               | Ja     | Ja     |        | Ja     | Ja     | Ja     |
| Stanislavas Stavickis-Stano | Künstler, Texter                             | Ja     | Ja     |        |        |        |        |
| Leonas Somovas              | Künstler, Musikproduzent                     | Ja     |        | Ja     |        |        | Ja     |
| Ieva Narkutė                | Künstlerin, Texterin                         | Ja     | Ja     | Ja     |        |        | Ja     |
| Unė Liandzbergytė           | Moderatorin von LRT OPUS                     | Ja     |        |        |        | Ja     | Ja     |
| Kamilė Gudmonaitė           | Mitglied der Band Kamanių šilelis            |        | Ja     |        | Ja     |        |        |
| Vytautas Bikus              | Musikproduzent                               |        | Ja     | Ja     | Ja     |        | Ja     |
| Gerūta Griniūtė             | Moderatorin, Journalistin                    |        |        | Ja     |        |        |        |
| Leon Somov                  | Produzent, Künstler                          |        |        | Ja     |        |        | Ja     |
| Kristupas Naraškevičius     | Moderator                                    |        |        | Ja     |        |        | Ja     |
| Darius Užkuraitis           | Musikwissenschaftler                         |        |        |        | Ja     | Ja     |        |
| Monika Liu                  | Teilnehmerin am Eurovision Song Contest 2022 |        |        |        | Ja     | Ja     | Ja     |

## Teilnehmer
Die Teilnehmer wurden am 11. Dezember 2024 der Öffentlichkeit präsentiert. Evelina Gancewska musste ihre Teilnahme zurückziehen, da ihr Beitrag Aurora bereits am kroatischen Vorentscheid Dora teilnimmt. Für sie rückte Austėja Lukaitė nach.
| Interpret         | Lied Musik (M) und Text (T)                               | Sprache | Übersetzung (inoffiziell) |
| ----------------- | --------------------------------------------------------- | ------- | ------------------------- |
| Evelina Gancewska | Aurora M/T: Valentina Gyerek, Ylva Persson, Linda Persson |         | –                         |

 Teilnahme zurückgezogen

### Vorherige Teilnehmer
Einige Teilnehmer nahmen bereits an vorherigen litauischen Vorentscheidungen. Vilija Matačiūnaitė und Ieva Zasimauskaitė nahmen bereits 2014 bzw. 2018 am Eurovision Song Contest teil.
| Interpret            | Vorheriges Teilnahmejahr                                  |
| -------------------- | --------------------------------------------------------- |
| Aistay               | 2020, 2024                                                |
| Donata Virbilaitė    | 2012, 2020, 2021, 2023                                    |
| Freya Alley          | 2024                                                      |
| Gebrasy              | 2019, 2021, 2022, 2023                                    |
| Godo                 | 2018                                                      |
| Ieva Zasimauskaitė   | 2013, 2014, 2016, 2017, 2018, 2022, 2024                  |
| Indrė & Laimonas     | 2023, 2024 (jeweils als Teil von Il Senso)                |
| Hansanova            | 2024                                                      |
| Joseph June          | 2022                                                      |
| Justinas Lapatinskas | 2020                                                      |
| Káro                 | 2024                                                      |
| Liepa                | 2011                                                      |
| Meidė                | 2024                                                      |
| Petunija             | 2016, 2020, 2023                                          |
| Queens of Roses      | 2017, 2019, 2022, 2024                                    |
| Sun Francisco        | 2022, 2024                                                |
| Thomas G             | 2024                                                      |
| Viktorija Faith      | 2022, 2023                                                |
| Vilija Matačiūnaitė  | 2005, 2014, 2017, 2021 (als Sunday Afternoon), 2022, 2024 |

## Heats

### Erster Heat
Die Teilnehmer des ersten Heats wurden am 9. Januar 2025 bekanntgegeben.
| Platz | Startnr. | Interpret           | Lied Musik (M) und Text (T)                                                             | Sprache   | Übersetzung (inoffiziell)   | Jury | Televoting | Televoting | Gesamt |
| Platz | Startnr. | Interpret           | Lied Musik (M) und Text (T)                                                             | Sprache   | Übersetzung (inoffiziell)   | Jury | Punkte     | Stimmen    | Gesamt |
| ----- | -------- | ------------------- | --------------------------------------------------------------------------------------- | --------- | --------------------------- | ---- | ---------- | ---------- | ------ |
| 1     | 4        | Anyanya             | Running Out Of Time M/T: Anyanya Udongwo, Serhij Jeromenko, Timothy Akuboh, Judah Chima | Englisch  | Mir läuft die Zeit ab       | 12   | 12         | 1.058      | 24     |
| 2     | 8        | Justė Baradulinaitė | Tired M/T: Titas Astaf, Audrius Perauskas                                               | Englisch  | Müde                        | 10   | 10         | 827        | 20     |
| 3     | 2        | Mantas Ben          | Svajonės po 12 M/T: Mantas Bendžius                                                     | Litauisch | Träume nach 12              | 8    | 6          | 384        | 14     |
| 4     | 6        | Ewa                 | Tell me lie M/T: Eva Navickaitė                                                         | Englisch  | Erzähl mir eine Lüge        | 7    | 7          | 442        | 14     |
| 5     | 3        | Rūta Budreckaitė    | Tai kur namai M/T: Dovydas Lazdinis, Rūta Budreckaitė                                   | Litauisch | Dort ist zuhause            | 4    | 8          | 706        | 12     |
| 6     | 1        | Lit                 | You're Not Alone M/T: Justinas Chachlauskas, Raigardas Tautkus, Frederik Nnaji          | Englisch  | Du bist nicht alleine       | 6    | 4          | 297        | 10     |
| 7     | 7        | Viktorija Faith     | Scary Beautiful M/T:Amy Tjasink, Aidan O'Connor, Oskar Levin                            | Englisch  | Unheimliche Schönheit       | 5    | 3          | 159        | 8      |
| 8     | 9        | Euften              | Goodbye Hell M/T: Rafael Artesero, José Juan Santana, Elvinas Skliutas                  | Englisch  | Lebe wohl Hölle             | 3    | 5          | 299        | 8      |
| 9     | 5        | Aistay              | Meilę sapnavau M/T: Aistė Tomkevičiūtė-Pajaujienė, Monika Arbutavičienė                 | Litauisch | Ich habe von Liebe geträumt | 2    | 2          | 55         | 4      |

 Interpret hat sich für das Finale qualifiziert.

### Zweiter Heat
Die Teilnehmer des zweiten Heats wurden am 14. Januar 2025 bekanntgegeben. Austėja Lukaitė zog ihre Teilnahme vor dem Heat zurück.
| Platz | Startnr. | Interpret          | Lied Musik (M) und Text (T)                                      | Sprache   | Übersetzung (inoffiziell)          | Jury                    | Televoting              | Televoting              | Gesamt                  |
| Platz | Startnr. | Interpret          | Lied Musik (M) und Text (T)                                      | Sprache   | Übersetzung (inoffiziell)          | Jury                    | Punkte                  | Stimmen                 | Gesamt                  |
| ----- | -------- | ------------------ | ---------------------------------------------------------------- | --------- | ---------------------------------- | ----------------------- | ----------------------- | ----------------------- | ----------------------- |
| 1     | 4        | Petunija           | Į saldumą M/T: Kęstutis Vaitkevičius, Agnė Šiaulytė-Vaitkevičė   | Litauisch | Zur Süße                           | 12                      | 10                      | 863                     | 22                      |
| 2     | 2        | Noy                | Just Take Me On A Date M/T: Nojus Žebrauskas, Alvydas Mačiulskas | Englisch  | Nimm mich einfach mit auf ein Date | 10                      | 12                      | 1.019                   | 22                      |
| 3     | 3        | Jokūbas Jankauskas | Far Away M/T: Jokūbas Jankauskas                                 | Englisch  | Weit weg                           | 8                       | 8                       | 663                     | 16                      |
| 4     | 7        | Vilija             | Liesti negalima M/T: Vilija Matačiūnaitė                         | Litauisch | Nicht berühren                     | 7                       | 7                       | 610                     | 14                      |
| 5     | 8        | Halummi            | The Flame M/T: Jonas Lapinas, Kotryna Zaskevičiūtė, Pablo Lago   | Englisch  | Die Flame                          | 6                       | 5                       | 427                     | 11                      |
| 6     | 5        | Freya Alley        | Lalala M/T: Kamilė Balčytytė, Laurence Hobbs                     | Englisch  | –                                  | 4                       | 6                       | 476                     | 10                      |
| 7     | 6        | Káro               | Love Bug M/T: Karolė Virbickaitė, Peder Etholm Idsoe             | Englisch  | Liebeskäfer                        | 5                       | 4                       | 349                     | 9                       |
| 8     | 1        | Tomas Dirgėla      | Pašok M/T: Tomas Gailiūnas, Dovydas Lazdinis                     | Litauisch | Aufspringen                        | 3                       | 3                       | 236                     | 6                       |
| –     | –        | Austėja Lukaitė    | Kas esu be tavęs? M/T: Žilvinas Žusinas                          | Litauisch | Wer bin ich ohne dich?             | Teilnahme zurückgezogen | Teilnahme zurückgezogen | Teilnahme zurückgezogen | Teilnahme zurückgezogen |

 Interpret hat sich für das Finale qualifiziert.
 Teilnahme zurückgezogen

### Dritter Heat
Die Teilnehmer des dritten Heats wurden am 15. Januar 2025 bekanntgegeben.
| Platz | Startnr. | Interpret        | Lied Musik (M) und Text (T)                                            | Sprache             | Übersetzung (inoffiziell)      | Jury | Televoting | Televoting | Gesamt |
| Platz | Startnr. | Interpret        | Lied Musik (M) und Text (T)                                            | Sprache             | Übersetzung (inoffiziell)      | Jury | Punkte     | Stimmen    | Gesamt |
| ----- | -------- | ---------------- | ---------------------------------------------------------------------- | ------------------- | ------------------------------ | ---- | ---------- | ---------- | ------ |
| 1     | 7        | Gebrasy          | Whole M/T: Titas Astafejevas, Audrius Petrauskas                       | Englisch            | Komplett                       | 12   | 8          | 742        | 20     |
| 2     | 4        | Gøya             | After Storm M/T: Marija Grabštaitė                                     | Englisch            | Nach dem Sturm                 | 10   | 10         | 1.220      | 20     |
| 3     | 9        | Black Biceps     | Visaip man reik M/T: Vitalij Valentinovič                              | Litauisch, Englisch | Wie auch immer, ich brauche es | 8    | 12         | 2.868      | 20     |
| 4     | 3        | Queens of Roses  | Taip! M/T:                                                             | Litauisch           | Ja                             | 7    | 7          | 544        | 14     |
| 5     | 6        | MeidĖ            | Gyvatės M/T: Meidė Šlamaitė, Paulius Vaicekauskas                      | Litauisch           | Schlangen                      | 5    | 4          | 424        | 9      |
| 6     | 8        | Indrė & Laimonas | Namo M/T: Stanislavas Stavickis                                        | Litauisch           | Heim                           | 6    | 2          | 272        | 8      |
| 7     | 1        | Amari            | Sirens Call M/T: Paulius Stanulionis, Vitalij Puzyriov, Marija Jogminė | Englisch            | Ruf der Sirenen                | 3    | 5          | 426        | 8      |
| 8     | 2        | Thomas G         | Highest Goals M/T: Tomas Gailiūnas, Dovydas Lazdinis                   | Englisch            | Das höchste Ziel               | 2    | 6          | 540        | 8      |
| 9     | 5        | Hansanova        | Leilydo M/T:Giedrius Balčiūnas                                         | Litauisch           | –                              | 4    | 3          | 304        | 7      |

 Interpret hat sich für das Finale qualifiziert.
 Wildcard

### Vierter Heat
Die Teilnehmer des vierten Heats wurden am 20. Januar 2025 bekanntgegeben.
| Platz | Startnr. | Interpret   | Lied Musik (M) und Text (T)                                                                     | Sprache   | Übersetzung (inoffiziell)     | Jury | Televoting | Televoting | Gesamt |
| Platz | Startnr. | Interpret   | Lied Musik (M) und Text (T)                                                                     | Sprache   | Übersetzung (inoffiziell)     | Jury | Punkte     | Stimmen    | Gesamt |
| ----- | -------- | ----------- | ----------------------------------------------------------------------------------------------- | --------- | ----------------------------- | ---- | ---------- | ---------- | ------ |
| 1     | 6        | Katarsis    | Tavo akys M/T: Lukas Radzevičius                                                                | Litauisch | Deine Augen                   | 12   | 12         | 2.507      | 24     |
| 2     | 5        | Amoralu     | Freedom M/T: Lukrecija Vasiliauskaitė, Viktorija Krivickaitė, Rokas Mikaliūnas, Deimantas Tumas | Englisch  | Freiheit                      | 10   | 7          | 820        | 17     |
| 3     | 7        | Liepa       | Ar mylėtum M/T: Elena Jurgaitytė, Nombeko Augustė Khotseng                                      | Litauisch | Würdest du lieben             | 7    | 10         | 2.218      | 17     |
| 4     | 9        | The Ditties | Zui Zu Bi M/T: Veronika Čičinskaitė-Golovanova                                                  | Litauisch | –                             | 8    | 8          | 1.254      | 16     |
| 5     | 8        | Mario Junes | Bury Me M/T: Marius Kijauskas, Faustas Venckus                                                  | Englisch  | Begrab mich                   | 6    | 4          | 573        | 10     |
| 6     | 2        | Ustin       | You're The One M/T: Justinas Mejeris, Salomėja Vaisiūnaitė                                      | Englisch  | Du bist der Eine              | 5    | 5          | 672        | 10     |
| 7     | 4        | Joseph June | Ko man nesakei? M/T: Vytautas Gumbelevičius                                                     | Litauisch | Was hast du mir nicht gesagt? | 3    | 6          | 711        | 9      |
| 8     | 3        | Godo Yorke  | <3 neparodai M/T: Goda Sasnauskaitė, Paulius Večeris, Jokūbas Tulaba, Pedro Joaquim Borges      | Litauisch | Du zeigst es nicht            | 4    | 2          | 252        | 8      |
| 9     | 1        | Siga        | Walking With My Shadow M/T: Sigita Jonynaitė-Žostautienė                                        | Englisch  | Mit meinem Schatten gehen     | 2    | 3          | 344        | 5      |

 Interpret hat sich für das Finale qualifiziert.
 Wildcard

### Fünfter Heat
Die Teilnehmer des fünften Heats wurden am 21. Januar 2025 bekanntgegeben.
| Platz | Startnr. | Interpret          | Lied Musik (M) und Text (T)                                           | Sprache   | Übersetzung (inoffiziell)        | Jury | Televoting | Televoting | Gesamt |
| Platz | Startnr. | Interpret          | Lied Musik (M) und Text (T)                                           | Sprache   | Übersetzung (inoffiziell)        | Jury | Punkte     | Stimmen    | Gesamt |
| ----- | -------- | ------------------ | --------------------------------------------------------------------- | --------- | -------------------------------- | ---- | ---------- | ---------- | ------ |
| 1     | 9        | Lion Ceccah        | Drobė M/T: Tomas Alenčikas, Aurimas Galvelis                          | Litauisch | Leinwand                         | 12   | 12         | 1.993      | 24     |
| 2     | 8        | Sophie Ali         | The Bluest Bell M/T: Gytis Valickas, Jokūbas Tulaba, Sophie Ali       | Englisch  | Die blaueste Glocke              | 8    | 10         | 1.271      | 18     |
| 3     | 2        | Matas Ligeika      | Saule M/T: Matas Ligeika, Nombeko Augustė Khotseng, Rokas Jančiauskas | Litauisch | Sonne                            | 10   | 7          | 470        | 17     |
| 4     | 3        | Ieva Zasimauskaitė | Don't You Ever Leave Me M/T: Ieva Zasimauskaitė, Donatas Kelmelis     | Englisch  | Untersteh dich mich zu verlassen | 7    | 8          | 635        | 15     |
| 5     | 1        | Donata             | Empower M/T: Ylva Persson, Linda Persson, Janne Hyöty                 | Englisch  | Ermächtige                       | 6    | 5          | 283        | 11     |
| 6     | 4        | Matt Len           | Not Alone M/T: Matas Lenktis, Vitalij Rodevič                         | Englisch  | Nicht Alleine                    | 5    | 6          | 290        | 11     |
| 7     | 5        | Ofelija            | Širdelė M/T: Liepa Maknavičiūtė                                       | Litauisch | Herz                             | 4    | 3          | 121        | 7      |
| 8     | 6        | Sun Francisco      | Atsimerkt M/T: Giedrė Ivanova, Maksimas Ivanovas                      | Litauisch | Öffne deine Augen                | 3    | 4          | 125        | 7      |
| 9     | 7        | Justinas           | Alright M/T: Titas Astaf, Audrius Petrauskas                          | Englisch  | Gut                              | 2    | 2          | 104        | 4      |

 Interpret hat sich für das Finale qualifiziert.

## Finale
| Platz | Startnr. | Interpret           | Lied Musik (M) und Text (T)                                                                     | Sprache             | Übersetzung (inoffiziell)          | Jury   | Jury    | Televoting | Televoting | Gesamt |
| Platz | Startnr. | Interpret           | Lied Musik (M) und Text (T)                                                                     | Sprache             | Übersetzung (inoffiziell)          | Punkte | Stimmen | Punkte     | Stimmen    | Gesamt |
| ----- | -------- | ------------------- | ----------------------------------------------------------------------------------------------- | ------------------- | ---------------------------------- | ------ | ------- | ---------- | ---------- | ------ |
| 1     | 8        | Katarsis            | Tavo akys M/T: Lukas Radzevičius                                                                | Litauisch           | Deine Augen                        | -      | 12      | 10.714     | 12         | 24     |
| 2     | 11       | Lion Ceccah         | Drobė M/T: Tomas Alenčikas, Aurimas Galvelis                                                    | Litauisch           | Leinwand                           | -      | 10      | 7.964      | 10         | 20     |
| 3     | 3        | Liepa               | Ar mylėtum M/T: Elena Jurgaitytė, Nombeko Augustė Khotseng                                      | Litauisch           | Würdest du lieben                  | 79     | 7       | 6.964      | 7          | 14     |
| 4     | 12       | Black Biceps        | Visaip man reik M/T: Vitalij Valentinovič                                                       | Litauisch, Englisch | Wie auch immer, ich brauche es     | 70     | 5       | 6.993      | 8          | 13     |
| 5     | 5        | Amoralu             | Freedom M/T: Lukrecija Vasiliauskaitė, Viktorija Krivickaitė, Rokas Mikaliūnas, Deimantas Tumas | Englisch            | Freiheit                           | -      | 8       | 2.298      | 4          | 12     |
| 6     | 2        | Gøya                | After Storm M/T: Marija Grabštaitė                                                              | Englisch            | Nach dem Sturm                     | 77     | 6       | 2.389      | 5          | 11     |
| 7     | 6        | Anyanya             | Running Out Of Time M/T: Anyanya Udongwo, Serhij Jeromenko, Timothy Akuboh, Judah Chima         | Englisch            | Mir läuft die Zeit ab              | 68     | 2       | 3.046      | 6          | 8      |
| 8     | 9        | Petunija            | Į saldumą M/T: Kęstutis Vaitkevičius, Agnė Šiaulytė-Vaitkevičė                                  | Litauisch           | Zur Süße                           | 69     | 4       | 1.807      | 3          | 7      |
| 9     | 10       | Sophie Ali          | The Bluest Bell M/T: Gytis Valickas, Jokūbas Tulaba, Sophie Ali                                 | Englisch            | Die blaueste Glocke                | 68     | 3       | 1.726      | 2          | 5      |
| 10    | 7        | Justė Baradulinaitė | Tired M/T: Titas Astaf, Audrius Perauskas                                                       | Englisch            | Müde                               | 40     | 1       | 915        | 1          | 2      |
| 11    | 4        | Gebrasy             | Whole M/T: Titas Astafejevas, Audrius Petrauskas                                                | Englisch            | Komplett                           | 38     | 0       | 659        | 0          | 0      |
| 12    | 1        | Noy                 | Just Take Me On A Date M/T: Nojus Žebrauskas, Alvydas Mačiulskas                                | Englisch            | Nimm mich einfach mit auf ein Date | 15     | 0       | 589        | 0          | 0      |

 Interpret hat sich für das Superfinale qualifiziert.

## Superfinale
| Platz | Startnr. | Interpret   | Lied Musik (M) und Text (T)                                | Sprache   | Übersetzung (inoffiziell) | Televoting |
| ----- | -------- | ----------- | ---------------------------------------------------------- | --------- | ------------------------- | ---------- |
| 1     | 1        | Katarsis    | Tavo akys M/T: Lukas Radzevičius                           | Litauisch | Deine Augen               | 15.889     |
| 2     | 3        | Lion Ceccah | Drobė M/T: Tomas Alenčikas, Aurimas Galvelis               | Litauisch | Leinwand                  | 11.225     |
| 3     | 2        | Liepa       | Ar mylėtum M/T: Elena Jurgaitytė, Nombeko Augustė Khotseng | Litauisch | Würdest du lieben         | 6.655      |